# Phạm Văn Chua
Phạm Văn Chua (1957 – 30 tháng 8 năm 2020) là một sĩ quan cấp cao trong Quân đội nhân dân Việt Nam, hàm Thiếu tướng, nguyên là Ủy viên Thường vụ Đảng ủy, Phó Chính ủy Quân khu 9.

## Cuộc đời
Phạm Văn Chua sinh năm 1957 tại thị trấn Càng Long, huyện Càng Long, tỉnh Trà Vinh. Trước tháng 4 năm 1975, ông là nhân viên tại Cơ quan Tuyên huấn tỉnh Trà Vinh. Về sau ông nhập ngũ và trở thành tiểu đội phó Tiểu đoàn 501 tỉnh Trà Vinh. Sau 4 tháng theo học tại Trường Quân chính Quân khu 9, từ tháng 8 năm 1978, ông lần lượt đảm nhiệm Phó đại đổi trưởng và Phó tiểu đoàn trưởng về Chính trị của Tiểu đoàn Vận tải thuộc Sư đoàn bộ binh 339, Mặt trận 979, Quân khu 9. Từ tháng 8 năm 1985 đến tháng 8 năm 1989, ông đảm nhiệm Phó chủ nhiệm rồi Chủ nhiệm Chính trị của Trung đoàn 156 thuộc Sư đoàn 339.
Sau 4 năm liên tiếp được cử đi học tại Trường Văn hóa Quân khu 9 và Học viện Chính trị, đến tháng 9 năm 1993, ông được thăng làm Phó trung đoàn trưởng Chính trị của Trung đoàn Bộ binh 3 thuộc Sư đoàn bộ binh 330. Tháng 6 năm 1998, ông trở thành Phó chủ nhiệm Chính trị của Sư đoàn 330. Tháng 9 năm 2001, ông được điều làm Chủ nhiệm Chính trị của Cục Kỹ thuật Quân khu 9. Đến tháng 5 năm 2005, ông lại được điều về Sư đoàn 330 đảm nhiệm Phó sư đoàn trưởng Chính trị và trở thành Chính ủy vào đúng một năm sau. Trong thời gian này, ông được cử đi huấn luyện tại Học viện Quốc phòng.
Tháng 9 năm 2009, ông được điều về làm Chính ủy Bộ chỉ huy Quân sự tỉnh Trà Vinh. Đến tháng 8 năm 2011, ông trở thành Phó Chính ủy Quân khu 9 và đảm nhiệm vị trí này cho đến khi nghỉ chờ hưu vào tháng 11 năm 2017. Tháng 10 năm 2018, ông chính thức về hưu theo chế độ. Ngày 30 tháng 8 năm 2020, ông qua đời tại nhà riêng, thọ 63 tuổi.

## Khen thưởng
- Huân chương Chiến công hạng Nhất, Nhì.
- Huân chương Kháng chiến chống Mỹ, cứu nước hạng Ba.
- Huân chương Hữu nghị hạng Nhất do Vương quốc Campuchia trao tặng.
- Huân chương Chiến sĩ vẻ vang hạng Nhất, Nhì, Ba.
- Huy chương Quân kỳ Quyết thắng.

## Lịch sử thụ phong quân hàm
| Năm thụ phong | –      | 2011        |
| ------------- | ------ | ----------- |
| Quân hàm      |        |             |
| Cấp bậc       | Đại tá | Thiếu tướng |